# Yew-Kwang Ng
Yew-Kwang Ng (Chinesische Kurzzeichen: 黄有光; * 1942 in Malaysia) ist Professor für Wirtschaftswissenschaften an der Fudan Universität in Shanghai. Neben der Volkswirtschaftslehre hat er in einer Reihe anderer akademischen Disziplinen publiziert und ist vor allem für seine Forschungsarbeit in der Wohlfahrtsökonomik bekannt.

## Ausbildung und Akademische Karriere
Ng schloss sein Studium 1966 mit einem Bachelor of Commerce an der Universität Nanyang ab und promovierte 1971 an der Universität Sydney. Seit 1981 ist er Fellow der Academy of Social Sciences in Australien. Zwischen 1985 und 2012 hatte er einen Lehrstuhl als Professor für Wirtschaftswissenschaften an der Universität Monash inne und ist heute emeritierter Professor. Zwischen 2013 und 2019 hielt Ng den Winsemius-Lehrstuhl am Fachbereich für Ökonomie der Technischen Universität Nanyang. Im Juli 2019 übernahm Ng eine Position als Professor für Wirtschaftswissenschaften an der Fudan Universität in Shanghai.

## Forschung
Ng hat mehr als 30 Bücher geschrieben oder mitverfasst und mehr als zweihundert wissenschaftliche Artikel in den Bereichen Wirtschaftswissenschaft sowie Biologie, Mathematik, Philosophie, Kosmologie, Psychologie und Soziologie veröffentlicht. Er hat vorgeschlagen, die Wohlfahrtsbiologie als akademische Disziplin einzuführen.

### Wirtschaftswissenschaften
Ng ist bekannt für seine Forschung in der Wohlfahrtsökonomie und ein Großteil seiner wissenschaftlichen Publikationen ist diesem Fachbereich zuzuordnen.
Sein erstes Buch zu diesem Thema schrieb er 1979, Welfare Economics: Introduction and Development of Basic Concepts (deutsch: Wohlfahrtsökonomie: Einführung und Entwicklung von Grundkonzepten). Innerhalb der Wohlfahrtsökonomie ist er besonders bekannt für seine Arbeit an der Sozialwahltheorie und der ökonomischen Glücksforschung. In zahlreichen Publikationen verteidigte er die Auffassung, dass der ökonomische Nutzen sowohl kardinal messbar als auch interpersonell vergleichbar sei.
Ng prägte den Begriff der Mesoökonomie und half, sie als vereinfachte Version des allgemeinen Gleichgewichtsmodells mit Mikro- und Makroelementen zu etablieren. Als Methode wird sie dazu verwendet, um die Auswirkungen unvollkommenen Wettbewerbs auf die Makroökonomie zu untersuchen. Es wurde argumentiert, dass die Mesoökonomie „in der Regel Ergebnisse erbringt, die stärker im Einklang mit empirischen Erkenntnissen sind als jedes der konkurrierenden makroökonomischen Modelle.“
Ng trug zur Entwicklung des Feldes der inframarginalen Wirtschaftstheorie bei, das „einen analytischen Rahmen (....) bietet, um den Fokus der neoklassischen Ökonomie auf Distribution mit den Überlegungen der klassischen Ökonomen (....) zur Arbeitsteilung in Einklang zu bringen.“ Er arbeitete zusammen mit dem Ökonomen Xiaokai Yang an diesem Thema und sie veröffentlichten 1993 gemeinsam das Buch Specialization and Economic Organization: A New Classical Microeconomic Framework (deutsch: Spezialisierung und Wirtschaftsorganisation: Ein Neuer Klassischer Mikroökonomischer Rahmen), von dem geschrieben wurde, dass es „die neoklassische Wirtschaftstheorie glaubwürdig herausgefordert“ habe.

### Moralphilosophie
In der Moralphilosophie vertritt Ng die konsequentialistische Position des hedonistischen Utilitarismus. Er hat diese Auffassung in zahlreichen wissenschaftlichen Publikationen verteidigt, einige davon in Zusammenarbeit mit dem utilitaristischen Moralphilosophen Peter Singer. Für diese Position plädiert er auch in seinem Buch Efficiency, Equality, and Public Policy aus dem Jahr 2000.
Auf Grundlage seiner frühen wissenschaftlichen Arbeit über Tierwohl, globale Katastrophenrisiken und die Messung von Wohlbefinden wird Ng zugeschrieben viele Ideen entwickelt zu haben, die später in die Philosophie des effektiven Altruismus eingeflossen sind. In einer akademischen Publikation aus dem Jahr 2020 analysiert Ng die Implikationen der ökonomischen Theorie des Zweitbesten (second best) für den effektiven Altruismus und argumentiert, dass wir in einer drittbesten Welt leben.

## Auszeichnungen und Ehrungen
Ng wurde für seine Forschungsarbeit mehrfach ausgezeichnet. Im Jahr 2007 wurde er zum Ehrenmitglied der Economic Society of Australia ernannt, der höchsten Auszeichnung der Society. In der Würdigung dieser Auszeichnung wurde er als „einer der wichtigsten und international bekanntesten Ökonomen Australiens“ bezeichnet. Nach Aussage des Wirtschaftsnobelpreisträgers Kenneth Arrow ist Ng „einer der führenden Wirtschaftstheoretiker seiner Generation“, und der Wirtschaftsnobelpreisträger James Buchanan hat ihm attestiert, „wichtige Beiträge zur theoretischen Wohlfahrtsökonomie geleistet zu haben“.
Nach der Emeritierung Ngs von der Universität Monash wurde er vom Fachbereich für Wirtschaftswissenschaften als Ehrenmitglied anerkannt. Vor dem Hintergrund von Ngs Forschungsinteressen wurde er ernannt für den wissenschaftlichen Beirat des Global Priorities Institute an der University of Oxford.

## Bibliographie (Auswahl)

### Wissenschaftliche Artikel
- A Micro-Macroeconomic Analysis Based on a Representative Firm. In: Economica. N.S., Band 49, Nr. 194, 1982, S. 121–139. JSTOR:2553302
- Quasi-Pareto Social Improvements. In: American Economic Review. Band 74, Nr. 5, 1984, S. 1033–1050. JSTOR:560
- Welfarism and Utilitarianism: A Rehabilitation. In: Utilitas. Band 2, Nr. 2, 1990, S. 171–193. (philpapers.org, Abstract)
- Business Confidence and Depression Prevention: A Mesoeconomic Perspective. In: American Economic Review. Band 82, Nr. 2, 1992, S. 365–371. JSTOR:2117429
- Towards Welfare Biology: Evolutionary Economics of Animal Consciousness and Suffering. In: Biology and Philosophy. Band 10, Nr. 3, 1995, S. 255–285. doi:10.1007/BF00852469.
- A Case for Happiness, Cardinalism, and Interpersonal Comparability. In: Economic Journal. Band 107, Nr. 445, 1997, S. 1848–1858. JSTOR:2957913
- Utility, informed preference, or happiness: Following Harsanyi's argument to its logical conclusion. In: Social Choice and Welfare. Band 16, 1999, S. 197–216. (ntu.edu.sg, Abstract)
- mit Siang Ng: Welfare-reducing Growth Despite Individual and Government Optimization. In: Social Choice and Welfare. Band 18, Nr. 3, 2001, S. 497–506. (econpapers.repec.org, Abstract)
- mit Harold Bierman: Is Public Spending Good for You? In: World Economics. Band 2, Nr. 2, 2001, S. 1–17. (econpapers.repec.org, Abstract)
- From Preference to Happiness: Towards a More Complete Welfare Economics. In: Social Choice and Welfare. Band 20, Nr. 2, 2003, S. 307–350. (econpapers.repec.org, Abstract)
- mit Matthew Clarke: Population Dynamics and Animal Welfare: Issues Raised by the Culling of Kangaroos in Puckapunyal. In: Social Choice and Welfare. Band 27, Nr. 2, 2006, S. 407–422.
- Eternal Coase and External Costs: A Case for Bilateral Taxation and Amenity Rights. In: European Journal of Political Economy. Band 23, Nr. 3, 2007, S. 641–659. (sciencedirect.com, Abstract)
- Happiness Is Absolute, Universal, Ultimate, Unidimensional, Cardinally Measurable and Interpersonally Comparable: A Basis for the Environmentally Responsible Happy Nation Index. In: Monash Economics Working Papers 16-11. 2011. (ideas.repec.org, Abstract)
- Consumption tradeoff vs. catastrophes avoidance: implications of some recent results in happiness studies on the economics of climate change. In: Climatic Change. Band 105, 2011, S. 109. doi:10.1007/s10584-010-9880-z.
- How welfare biology and common sense may help to reduce animal suffering. In: Animal Sentience. Band 7, Nr. 1, 2016. (animalstudiesrepository.org, Abstract)
- The Importance of Global Extinction in Climate Change Policy. In: Global Policy. Band 7, Nr. 3, 2016, S. 315–322. doi:10.1111/1758-5899.12318.
- Towards a Theory of Third‐Best. In: Pacific Economic Review. Band 22, Nr. 2, 2017, S. 155–166. doi:10.1111/1468-0106.12219.
- Effective altruism despite the second-best challenge: Should indirect effects Be taken into account for policies for a better future? In: Futures. 121, 2020. doi:10.1016/j.futures.2020.102568.

### Bücher
- Welfare Economics. Macmillan, London 1979.
- Mesoeconomics: A Micro-Macro Analysis. Wheatsheaf, London 1986
- Social Welfare and Economic Policy. Wheatsheaf, London 1990.
- mit X. Yang: Specialization and Economic Organization. North-Holland, Amsterdam 1993. (elsevier.com)
- The Unparalleled Mystery. Writers Press, Beijing 1994.
- mit Kenneth Arrow und X. Yang (Hrsg.): Increasing Returns and Economic Analysis. Macmillan, London 1998.
- Economics and Happiness. Maw Chang, Taipei 1999. (Gesammelte wissenschaftliche Artikel in Chinesisch)
- Efficiency, Equality, and Public Policy: With a Case for Higher Public Spending. Macmillan, London 2000.
- Common Mistakes in Economics by the Public, Students, Economists and Nobel Laureates. Nova Science Publishers, New York 2011. (novapublishers.com)